# 3C 215
3سي 215 هوَ مجرة زايفرت/نجم زائف يتواجد في كوكبة السرطان.